# Плоцкая губерния
Пло́цкая губе́рния (пол. Gubernia płocka) — губерния Царства Польского и Российской империи (1837—1917). Губернский город — Плоцк.

## История. Географическое положение
Губерния образована Высочайшим повелением Николая I от 23 февраля (7 марта) 1837 года из Плоцкого воеводства, унаследовав от него границы и центральный губернский город — Плоцк. 
Первоначально делилась на 6 уездов: Липновский, Остроленский, Плоцкий, Праснышский, Пулавский, Пултуский. По Положению об уездном и губернском управлении в Царстве Польском, утверждённому импаратором Александром II 19 декабря 1866 [введено в действие с 1 января 1867], Остроленский и Пултуский уезды были переданы в состав вновь образованной Ломжинской губернии, Пулавский уезд упразднён и образованы новые уезды: Липновский, Млавский, Плонский, Плоцкий, Праснышский, Рыпинский, Серпецкий, Цехановский. В 1894 году Плонский уезд был передан в состав Варшавской губернии.
Плоцкая губерния расположена в северо-западной части Привислянского края и занимает пространство 8358 кв. вёрст. С севера и северо-запада граничит с Пруссией (Познанью), с юга и юго-запада — с Варшавской губернией, от которой отделяется рекой Вислой, с востока — с Ломжинской губернией. Поверхность губернии представляет в общем плоскую равнину со слабым уклоном от Севера и Северо-Запада к Югу и Юго-Востоку, то есть к речной долине Вислы. В геологическом отношении губерния ещё мало изучена, но считается небогатой предметами минерального царства. До сих пор известны только залежи бурого угля и лигнита по течению реки Вислы и несколько сортов глин, имеющих промышленное значение. Кроме Нарева и Вислы, все реки незначительны, и все они притоки частью реки Вкры, впадающей в Нарев, частью р. Вислы. Значительных озёр нет; их более всего в Липновском уезде; общая поверхность озёр не превышает 13 кв. вёрст. После реки Вислы главной судоходной артерией является река Нарев.
Во время Первой мировой войны северная часть губернии с г. Млава к сентябрю 1914 года была оккупирована германскими войсками; полностью оккупирована осенью 1915 года. В 1918 году территория губернии вошла в состав независимой Польши. 

## Административное деление
В начале XX века в состав губернии входило 7 уездов:
| № | Уезд        | Уездный город         | Площадь, вёрст² | Население (1897), чел. |
| - | ----------- | --------------------- | --------------- | ---------------------- |
| 1 | Липновский  | Липно (6 807 чел.)    | 1 468,7         | 88 533                 |
| 2 | Млавский    | Млава (13 440 чел.)   | 1 307,2         | 88 435                 |
| 3 | Плоцкий     | Плоцк (26 966 чел.)   | 1 161,4         | 99 910                 |
| 4 | Праснышский | Прасныш (9 128 чел.)  | 1 228,0         | 66 897                 |
| 5 | Рыпинский   | Рыпин (5 961 чел.)    | 1 085,9         | 69 930                 |
| 6 | Серпецкий   | Серпец (8 634 чел.)   | 956,5           | 68 436                 |
| 7 | Цехановский | Цеханов (10 656 чел.) | 1 079,0         | 71 492                 |

## Руководство губернии

### Губернаторы
| Ф. И. О.                                | Титул, чин, звание                                                       | Время замещения должности |
| --------------------------------------- | ------------------------------------------------------------------------ | ------------------------- |
| Врангель Михаил Егорович                | барон, генерал-майор                                                     | 04.11.1866—29.01.1872     |
| Превлоцкий Владимир Александрович       | действительный статский советник                                         | 04.02.1872—29.03.1874     |
| Врангель Константин Львович             | барон, полковник (утверждён с произведением в генерал-майоры 26.06.1875) | 03.04.1874—31.05.1878     |
| Фредерике Александр Александрович       | барон, в звании камергера, действительный статский советник              | 28.07.1878—23.02.1879     |
| Толстой Сергей Иванович                 | генерал-майор                                                            | 23.02.1879—29.04.1884     |
| Черкасов Леонид Иванович                | генерал-майор                                                            | 29.04.1884—26.07.1887     |
| Миллер Константин Константинович        | действительный статский советник                                         | 29.07.1887—21.02.1890     |
| Янович Илиодор Александрович            | действительный статский советник                                         | 22.02.1890—19.07.1901     |
| Гордеев Николай Николаевич              | в звании камергера, действительный статский советник                     | 29.09.1901—6.11.1902      |
| Нейдгардт Дмитрий Борисович             | действительный статский советник                                         | 1902—1903                 |
| Слепцов Павел Александрович             | действительный статский советник                                         | 15.01.1904—09.07.1905     |
| Гаффенберг Гаральд Иванович             | действительный статский советник (тайный советник)                       | 09.07.1905—13.08.1910     |
| Розеншильд-Паулин Алексей Александрович | действительный статский советник                                         | 13.08.1910—1914           |
| Фуллон Александр Иванович               | действительный статский советник                                         | 1914—1917                 |

### Вице-губернаторы
| Ф. И. О.                            | Титул, чин, звание                                     | Время замещения должности |
| ----------------------------------- | ------------------------------------------------------ | ------------------------- |
| Пистолькорс Ипполит Карлович        | коллежский советник (действительный статский советник) | 26.12.1867—04.03.1877     |
| Анастасьев Александр Константинович | надворный советник (коллежский советник)               | 04.03.1877—19.05.1881     |
| Коленко Владимир Захарович          | в звании камер-юнкера, коллежский советник             | 17.06.1881—06.03.1886     |
| Строкин Иван Порфирьевич            | статский советник (действительный статский советник)   | 16.04.1886—15.02.1890     |
| Супонев Авдий Николаевич            | статский советник                                      | 15.02.1890—28.11.1891     |
| Ватаци Эммануил Александрович       | коллежский советник (статский советник)                | 28.11.1891—24.09.1898     |
| Папудогло Семён Павлович            | действительный статский советник                       | 24.09.1898—15.06.1908     |
| Вревский Павел Александрович        | барон, церемониймейстер                                | 15.06.1908—01.11.1911     |
| Балк Захар Захарович                | действительный статский советник                       | 01.11.1911—1915           |
| Козлов Алексей Васильевич           | статский советник                                      | 1915—1917                 |

## Сельское хозяйство
Почва преимущественно суглинистая, местами супесчаная, почти повсюду годная для возделывания хлебных растений и дающая хорошие урожаи, в особенности при удобрении, почему Плоцкая губерния принадлежит к числу земледельческих. Возделываются преимущественно рожь, картофель, овес и свекловица; пшеница — почти исключительно на хорошо удобренных полях и в небольшом количестве. Средний урожай за последнее 5-летие: для озимых (посеяно в среднем 227 тыс. чет., собрано 1272 тысяч четв.) сам-5,5 для яровых (посеяно 163 тыс. четв., собрано 687 тыс. чет.) сам-4, для картофеля (посев 470 тыс. чет., сбор 1988 тыс. чет.) сам-4,5. Свекловица возделывается для потребностей свеклосахарных заводов; например, в Цехановском уезде, где 3 завода перерабатывают её ежегодно более чем на 1 млн руб. Туда же доставляют свекловицу из Млавского и Праснышского уездов, а часть её из этих уездов вывозится за границу. В пределах Плоцкого уезда разводимую в большом количестве свекловицу сплавляют по Висле на свеклосахарные заводы Варшавской губернии. В остальных уездах свекла возделывается только для хозяйственных надобностей. При среднем урожае сена в 5 млн пд. остается излишек для сбыта до 300 тысяч пудов. Сеют преимущественно землевладельцы, белый и красный клевер и люцерну. Садоводство промышленное развито в самом городе Плоцке и в Рыпинском уезде; фрукты сбываются частью в Варшаву, частью за границу. Промышленное огородничество сильно развито в приграничных селениях Млавского уезда, откуда много овощей сбывается в Пруссию. Пчеловодство начинает принимать промышленный характер, пасеки заводятся исключительно усовершенствованных систем; к 1897 г. в Плоцкой губернии считалось 22045 ульев, меду добыто 4720 пд., воску 1524 пд. Лесоводство развито очень слабо; площадь лесов, крайне незначительная, уменьшается с каждым годом. Скотоводство составляет важнейшую после хлебопашества отрасль сельского хозяйства. В прежнее время много вывозилось за границу свиней, но частое закрытие границы по поводу или под предлогом болезней скота принудило землевладельцев и крестьян заняться улучшением пород крупного рогатого скота и овец. В 1897 году лошадей было 90 тыс., крупного рогатого скота 213 тыс. голов, овец простых 86 тыс., тонкорунных 307 тыс., свиней 75 тыс., коз 841, ослов и мулов 25.

## Население
Семь уездов — Плоцкий, Липновский, Млавский, Рыпинский, Праснышский, Серпецкий и Цехановский; девять городов, 15 посадов, 95 гмин. По данным переписи 1897 г., в Плоцкой губернии 505 819 жителей (из них 277 209 женщин); на 100 мужчин приходилось 99,5 женщин, на 1 кв. версту 67 жителей. Русских 3,5 тыс., поляков 445 тыс., немцев 46 тыс., остальные — евреи. Запасных хлебных магазинов в губернии не существует. Избыток хлебов частью сплавляется по р. Висле, частью отправляется по Привислянской железной дороге за границу.
Национальный состав в 1897 году:
| Уезд             | поляки | евреи  | немцы  | русские |
| ---------------- | ------ | ------ | ------ | ------- |
| Губерния в целом | 80,9 % | 9,3 %  | 6,5 %  | 2,7 %   |
| Липновский       | 73,9 % | 5,6 %  | 18,8 % | 1,4 %   |
| Млавский         | 86,4 % | 9,0 %  | 1,2 %  | 3,0 %   |
| Плоцкий          | 75,7 % | 13,4 % | 5,4 %  | 4,3 %   |
| Праснышский      | 86,0 % | 10,1 % | …      | 2,8 %   |
| Рыпинский        | 80,1 % | 6,2 %  | 10,9 % | 2,2 %   |
| Серпецкий        | 82,9 % | 11,6 % | 3,7 %  | 1,2 %   |
| Цехановский      | 83,9 % | 8,2 %  | 3,5 %  | 3,7 %   |

## Промышленность
Кустарные промыслы развиты весьма слабо (переработка льна в холст низших сортов, производство гончарное, колесное и бондарное). С недавнего времени прибрежные жители по р. Висле стали плести из лозы корзины и т. п. изделия, нашедшие себе широкий сбыт по всему югу России. Производство фабрик и заводов в 1896 г. — 3350 тыс. руб. К 1897 г. насчитывалось фабрик и заводов до 1 тыс., при 3 тыс. рабочих; самые значительные — 3 свеклосахарных завода в Цехановском уезде, с общим оборотом до 2 млн руб.

## Финансы
Губернские сборы:
- 1) квартирный, в 1896 г. — 68 846 р.,
- 2) эмеритальный — 18 504 р.,
- 3) дорожный — 84 534 р.,
- 4) страховой — 217091 р. и
- 5) сбор по застрахованию рогатого скота от чумы — 65 615 р.

Гминные сборы — 222 739 р. В среднем облагались 1333392 морга земли по 17 коп.: наименьший размер в Млавском уезде (10,5 коп. с морга), наибольший — в Рыпинском (19,5 коп.). Из общей суммы гминного сбора израсходовано в 1896 году на содержание гминных управлений 60774 руб., гминных судов 22427 р., гминных начальных училищ 41549 руб., на расходы обязательные 23887 руб. и на общественные надобности, установляемые самими гминными сходами, 74103 р. Городские доходы — 161 680 р., расходы — 121 468 р., в том числе на содержание городских управлений 40877 р., на содержание городских имуществ 13 462 р., на благоустройство городов 11 049 р., на содержание благотворительных и общеполезных заведений 8755 руб., уплата городских долгов 17 941 руб. Капиталы городских касс П. губернии составляли к 1 января 1897 г. 323 971 руб., в том числе запасного 287 307 р., постоянного 14 886 р. и залогового 21778 руб.

## Транспорт
Привислянская железная дорога проходит в пределах Плоцкой губернии через города Цеханов и Млаву до Прусской границы, на протяжении 53 в. Шоссированных дорог до 1897 г. сооружено всего 458 вёрст; ими г. Плоцк соединен с городами Млавой, Праснышем, Цехановом, Серпецом и Липном. Мостов всего 120, перевозов 5. Почтово-телеграфных контор 5, отделений 4, станций 16, телеграфных линий 340 вёрст, телефонных 105 вёрст. Близ города Плоцка через Вислу проложен подводный кабель в 487 сажен.

## Здравоохранение и образование
Врачей 45, из них на службе в г. Плоцке 5, в уездах 13 и вольнопрактикующих 27; фельдшеров 70, ветеринаров 4, акушерок и повивальных бабок 42, аптек 25, больниц 6 (три в городе Плоцке и по одной в Липне, Млаве и Прасныше), с 189 кроватями. 6 домов призрения (богаделен) и 2 приюта.
1 мужская и 1 женская гимназии, приготовительный класс при женской гимназии, учительская семинария с образцовым при ней училищем, 3-классное городское училище, 215 начальных училищ (2-классных 11, одноклассных 204), 31 городских, 117 гминных и 67 сельских школ, 1 воскресно-коммерческое и 9 воскресно-ремесленных училищ, 1 тюремное для несовершеннолетних преступников, 9 частных учебных заведений, 25 канторатов при евангелических церквах и 17 еврейских школ (хедеров). Всего в 1896 г. 443 учебных заведения, в которых обучалось 13 749 мальчиков и 5386 девочек.